# Sergei Tabachnikov
Sergei Tabachnikov (Moscú, 1956) es un matemático y profesor ruso.

## Biografía
Estudió matemáticas en la Universidad Estatal Pedagógica de Moscú, donde graduó en 1978. Fue profesor asistente y coordinador en la Universidad Estatal de Moscú. En esta misma universidad obtuvo su doctorado en 1987 bajo la supervisión de Dmitri Fuchs y Anatoli Fomenko, bajo la tesis Geometrical applications of the cohomology of infinite dimensional Lie algebras. Se trasladó a los Estados Unidos en 1990 y trabajó como docente de matemáticas en la Universidad de Arkansas y después en la Universidad Estatal de Pensilvania.
Su campo de trabajo e investigación se centra en la geometría, topología, billar dinámico y sistemas dinámicos. Tabáchnikov es miembro de la Sociedad Americana de Matemáticas. Se ha desempeñado como editor en jefe de la revista Experimental Mathematics y ejerce como jefe del Arnold Mathematical Journal y coeditor en jefe de The Mathematical Intelligencer. Como profesor e investigador, Tabáchnikov ha contribuido con 180 publicaciones y ha sido coautor de más de 110 artículos.